# Polestar 4
Der Polestar 4 ist ein batterieelektrisches Fahrzeug des schwedisch-chinesischen Automobilherstellers Polestar, das als SUV-Coupé vermarktet wird.

## Geschichte
Der Polestar 4 wurde am 18. April 2023 auf der Shanghai Auto Show vorgestellt, nachdem Polestar 2020 das Konzeptfahrzeug Precept gezeigt hatte. Schon dieser Entwurf hatte ein weit nach hinten gezogenes Glasdach und keine Heckscheibe sowie rahmenlose Fenster. Der Polestar 4 wird seit November 2023 im chinesischen Hangzhou gebaut. Zudem soll die Produktion ab Mitte 2025 im südkoreanischen Busan erfolgen. Der Verkauf in Europa und Australien startete im Januar 2024. Hier wurden die ersten Modelle im Juli 2024 ausgeliefert.

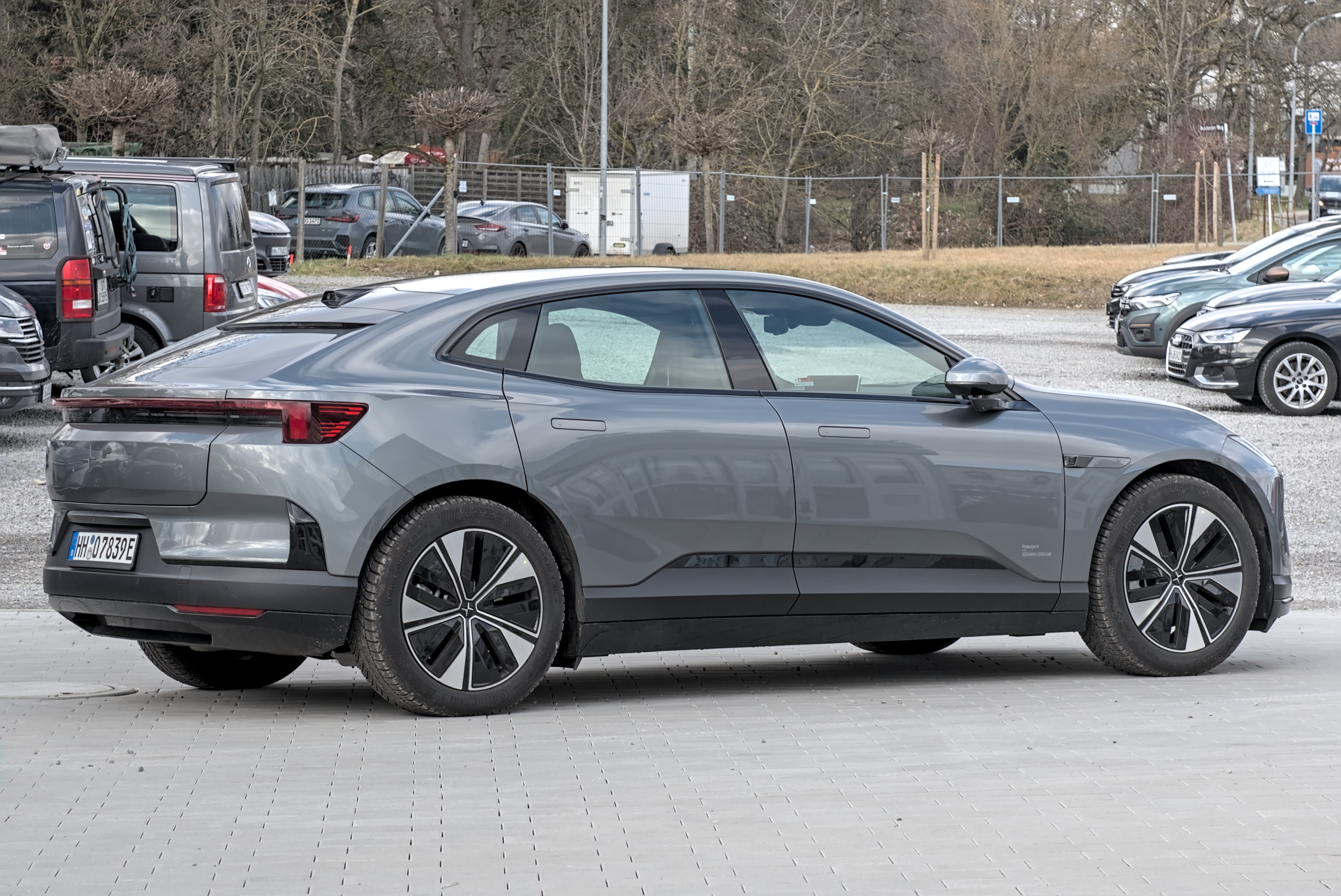
Polestar 4 – durchgehendes Leuchtband am Heck
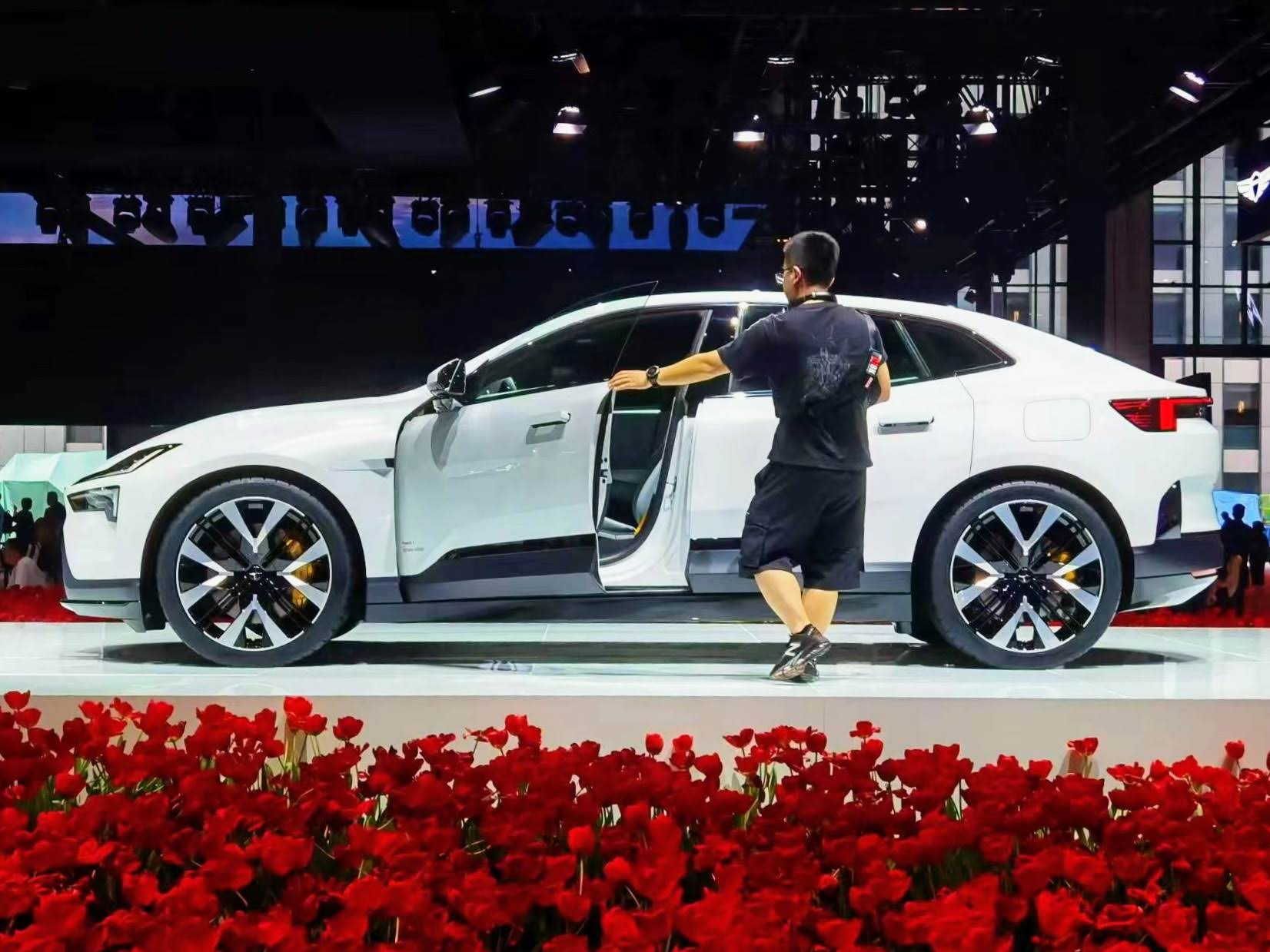
Polestar 4 in der Ausstellung Auto Shanghai 2023

## Technik

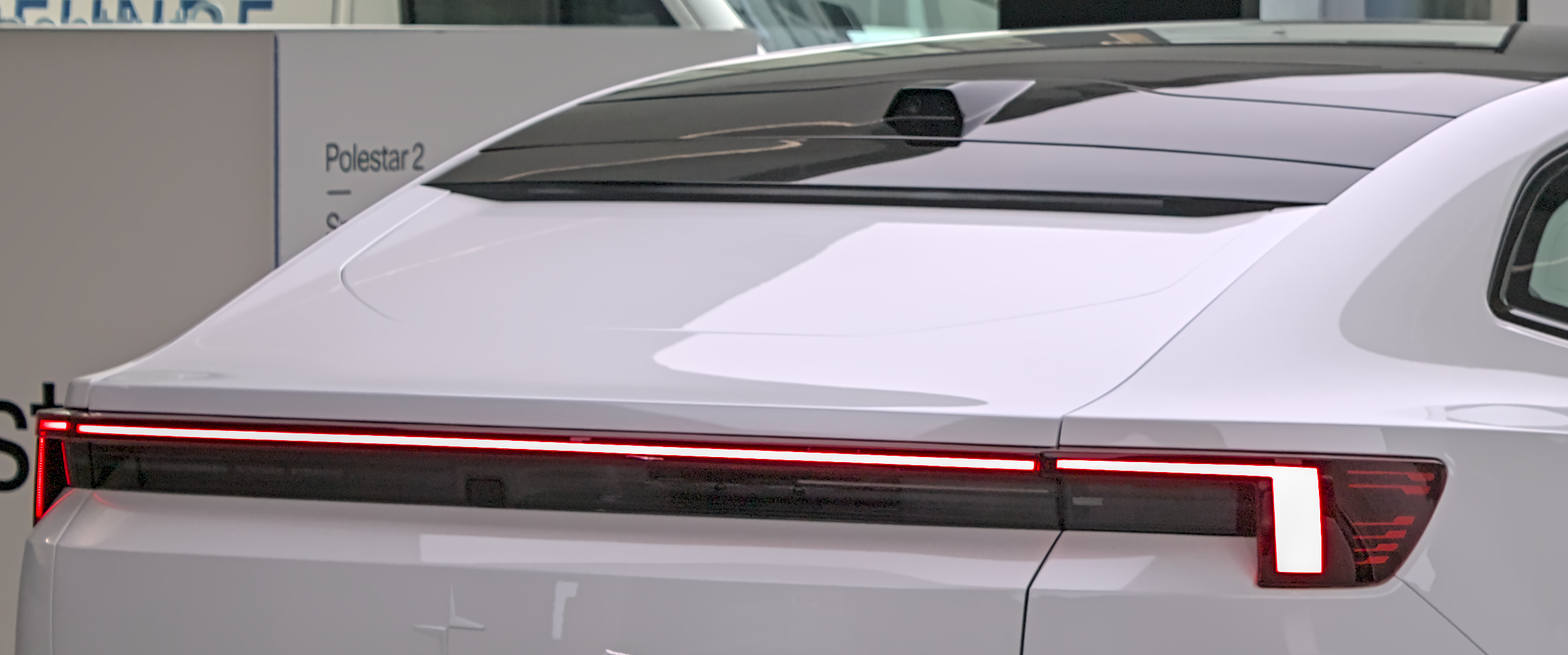
Heckklappe ohne Scheibe

Der Polestar 4, der durch rahmenlose Fenster in den Türen und eine stark nach hinten abfallende Dachlinie einen Coupé-Charakter hat, basiert auf der von der Geely entwickelten Sustainable Experience Architecture (SEA). Die Masse von rund 2,3 Tonnen verteilt sich zu gleichen Teilen auf Vorder- und Hinterachse. Angetrieben wird der Polestar 4 je nach Version von einem oder zwei Permanentmagnet-Synchronmotoren mit je 200 kW (272 PS) und 343 Nm Drehmoment.
Die Nickel-Mangan-Cobalt(NMC)-Batterie im Fahrzeugboden mit einer Kapazität von 100 kWh kommt von CATL. Sie soll eine Reichweite von bis zu 620 km ermöglichen. Der cw-Wert wird mit 0,26 angegeben.
Die Assistenzsysteme arbeiten mit insgesamt zwölf Kameras (davon eine Fahrerüberwachungskamera, die Augen- und Kopfbewegungen des Fahrers registriert), einem Radar und zwölf Ultraschallsensoren. Da der Polestar 4 keine Heckscheibe hat, überträgt eine auf dem Dach in der „Flosse“ eingebaute Heckkamera ein Bild auf einen hochauflösenden Bildschirm in den Innenspiegel; eine klassische Spiegelfläche lässt sich dennoch einblenden.
Unter der ähnlich dem Volvo Concept Coupé gestalteten Mittelkonsole können Getränkeflaschen untergebracht werden.

## Sicherheit
Im Sommer 2025 wurde der Polestar 4 vom Euro NCAP auf die Fahrzeugsicherheit getestet. Er erhielt fünf von fünf möglichen Sternen.

## Ausstattung

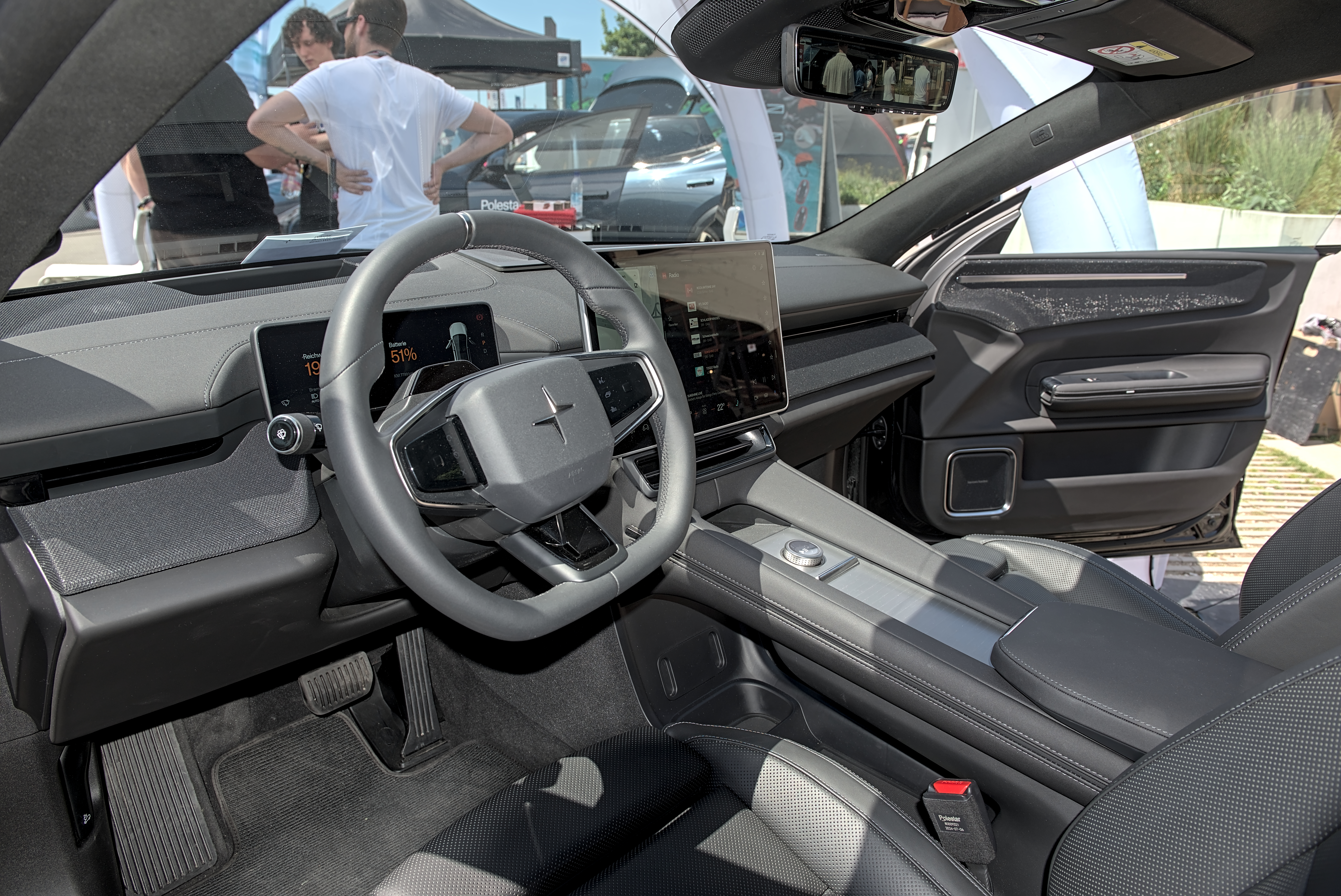
Innenraum vorn mit Armaturentafel und Bildschirm im Innenspiegel

Im Innenraum fällt der 15,4 Zoll große Touchscreen im Querformat in der Mitte der Armaturentafel auf. Die Rückenlehne hinten kann um 7 Grad geneigt werden.
Auf Wunsch gibt es 22-Zoll-Räder mit Vier-Kolben-Brembo-Bremsen, ein Pilot-Paket mit einem Spurwechselassistenten, der durch Antippen des Blinkerhebels ausgelöst wird. Ebenso ist auf Wunsch ein Audiosystem mit 12 Lautsprechern und einem 1400-Watt-Hybridverstärker von Harman/Kardon erhältlich. In Verbindung mit einer Nappaleder-Ausstattung (schottisches, Tierschutz-zertifiziertes Leder) werden 16 Lautsprecher eingebaut.

## Technische Daten
|                                                | Long Range Single Motor                 | Long Range Dual Motor                   |
| Bauzeitraum                                    | seit 11/2023                            | seit 11/2023                            |
| Motorkenndaten                                 |                                         |                                         |
| Motortyp                                       | Elektromotor hinten                     | Elektromotor vorne und hinten           |
| Motorbauart                                    | permanentmagneterregte Synchronmaschine | permanentmagneterregte Synchronmaschine |
| max. Leistung                                  | 200 kW (272 PS)                         | 400 kW (544 PS)                         |
| max. Drehmoment                                | 343 Nm                                  | 686 Nm                                  |
| Kraftübertragung                               |                                         |                                         |
| Antrieb                                        | Hinterradantrieb                        | Allradantrieb                           |
| Getriebe                                       | Festes Übersetzungsverhältnis           | Festes Übersetzungsverhältnis           |
| Messwerte                                      |                                         |                                         |
| Leergewicht                                    | 2230 kg                                 | 2355 kg                                 |
| Höchstgeschwindigkeit                          | 200 km/h                                | 200 km/h                                |
| Beschleunigung, 0–100 km/h                     | 7,1 s                                   | 3,8 s                                   |
| Energieverbrauch auf 100 km (WLTP, kombiniert) | 17,7–18,1 kWh                           | 18,6–21,0 kWh                           |
| Batterie-Typ                                   | Nickel-Mangan-Cobalt-Akkumulator        | Nickel-Mangan-Cobalt-Akkumulator        |
| Batterie-Kapazität                             | 100 kWh (brutto) 94 kWh (netto)         | 100 kWh (brutto) 94 kWh (netto)         |
| Max. Ladeleistung (AC)                         | 22 kW                                   | 22 kW                                   |
| Max. Ladeleistung (DC)                         | 200 kW                                  | 200 kW                                  |
| Reichweite nach WLTP                           | bis zu 620 km                           | bis zu 590 km                           |

Quelle:

## Zulassungszahlen in Deutschland
Seit dem Marktstart bis einschließlich Dezember 2024 wurden in der Bundesrepublik Deutschland insgesamt 681 Polestar 4 neu zugelassen. 
| 361 \| \| |
|           |

|  |

| 320 \| \| |
|           |

|  |

| 361 \| \| |
|           |

|  |

| 320 \| \| |
|           |

|  |

| 361 \| \| |
|           |

|  |

| 320 \| \| |
|           |

|  |

| 361 \| \| |
|           |

|  |

| 320 \| \| |
|           |

|  |

| 361 \| \| |
|           |

|  |

| 320 \| \| |
|           |

|  |

| 361 \| \| |
|           |

|  |

| 320 \| \| |
|           |

|  |

| 361 \| \| |
|           |

|  |

| 320 \| \| |
|           |

|  |

| 361 \| \| |
|           |

|  |

| 320 \| \| |
|           |

|  |

|  | Hinterradantrieb |

|  | Hinterradantrieb |

|  | Allradantrieb |

|  | Allradantrieb |